# Gravity (sång)
Gravity är en låt med den ukrainska sångerskan Zlata Ohnevytj, och var Ukrainas bidrag i Eurovision Song Contest 2013 i Malmö. Låten är skriven av Michail Nekrasov och armeniern Karen Kavalerjan.

## Eurovision Song Contest 2013
I slutet av 2012 skickades låten in med Zlata Ohnevytj som sångerska till Ukrainas nationella uttagning till Eurovision Song Contest 2013. Efter auditions den 21 december där 52 bidrag framfördes var låten en av 20 som valdes av juryn att få delta i uttagningen.
Den nationella finalen hölls den 23 december och där framfördes låten med startnummer sex. Efter omröstningen som bestod av hälften telefonröster och hälften jury, stod det klart att "Gravity" var det vinnande bidraget. Det fick totalt 40 poäng, tre poäng fler än vad tvåan Dasja Medova hade fått med sin låt "Don't Want to Be Alone". Låten var både TV-tittarnas och juryns favorit.
Därmed blev låten Ukrainas bidrag i Eurovision Song Contest 2013 som hölls i Malmö i Sverige. Låten framfördes i den första semifinalen 14 maj, och kvalificerades där till finalen 18 maj. Först efter finalen meddelades att låten hamnade på tredje plats i semifinalen. Även i finalen hamnade låten på tredje plats.